# Andrés Parladé

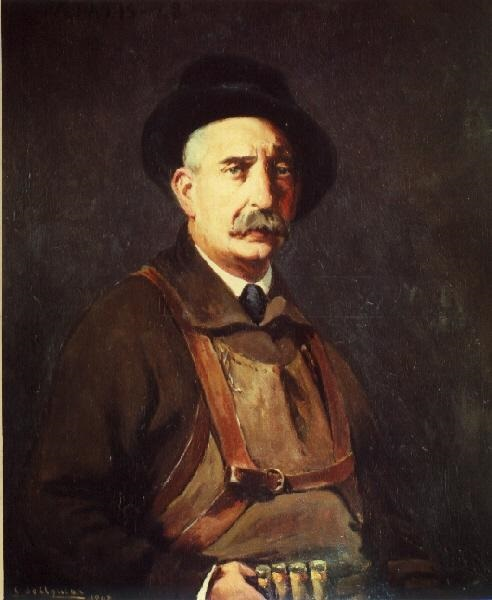
Autorretrato de Andrés Parladé vestido de cazador. 1907 (Museo de Bellas Artes de Sevilla).

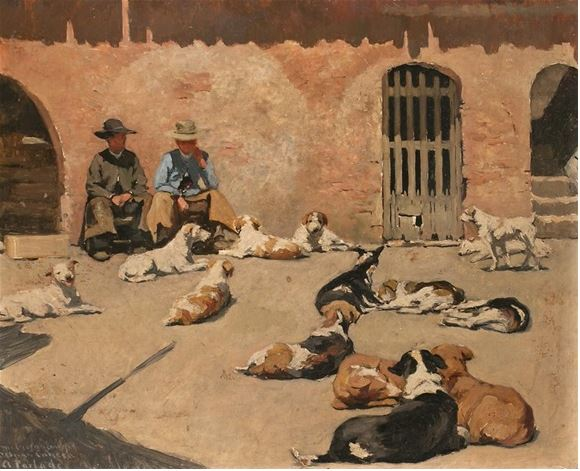
Escena con perros, 1902.

Andrés Parladé y Heredia (Málaga, 1859-Sevilla, 1933) fue un pintor, político y aristócrata español, tercer conde de Aguiar.

## Biografía
También conocido por su título nobiliario de conde de Aguiar, comenzó sus estudios de pintura en Málaga, su ciudad natal, con el maestro Moreno Carbonero. Posteriormente se trasladó a Sevilla, donde cursó la carrera de derecho. En 1882 viajó a París dispuesto a dedicarse por entero a la pintura, recibiendo lecciones de Léon Bonnat. Tras su estancia en París, viajó a Roma, donde residió varios años, hasta 1891, año en que se instaló definitivamente en Sevilla. En 1902 fue nombrado académico de la Real Academia de Bellas Artes de Santa Isabel de Hungría. También recibió el encargo de dirigir las importantes excavaciones que por entonces se estaban realizando en el conjunto arqueológico de Itálica. Ocupó el cargo de senador.
Su obra pictórica puede dividirse en dos etapas bien diferenciadas. La primera abarca desde sus comienzos hasta el final del siglo XIX, centrada en temas de contenido histórico. De esta época cabe destacar la obra La Batalla de Pavía. La segunda etapa, cuyo comienzo coincide con el nuevo siglo, es netamente costumbrista, si bien las escenas de sus obras están claramente diferenciadas del estilo más folclórico practicado por los pintores de la época, centrándose en el tema taurino, del que puede decirse que fue un verdadero especialista, y en la representación de animales destacó en la pintura dedicada a perros y caballos, sin olvidar las escenas de caza y campesinas.
Sus obras fueron galardonadas en diversas exposiciones; Londres 1888, Berlín 1890, París 1899 y San Francisco 1915. Pueden contemplarse, entre otros lugares, en el Museo de Bellas Artes de Sevilla.